# Sidusa nigrina
Sidusa nigrina là một loài nhện trong họ Salticidae.
Loài này thuộc chi Sidusa. Sidusa nigrina được Frederick Octavius Pickard-Cambridge miêu tả năm 1901.